# Robotporszívó

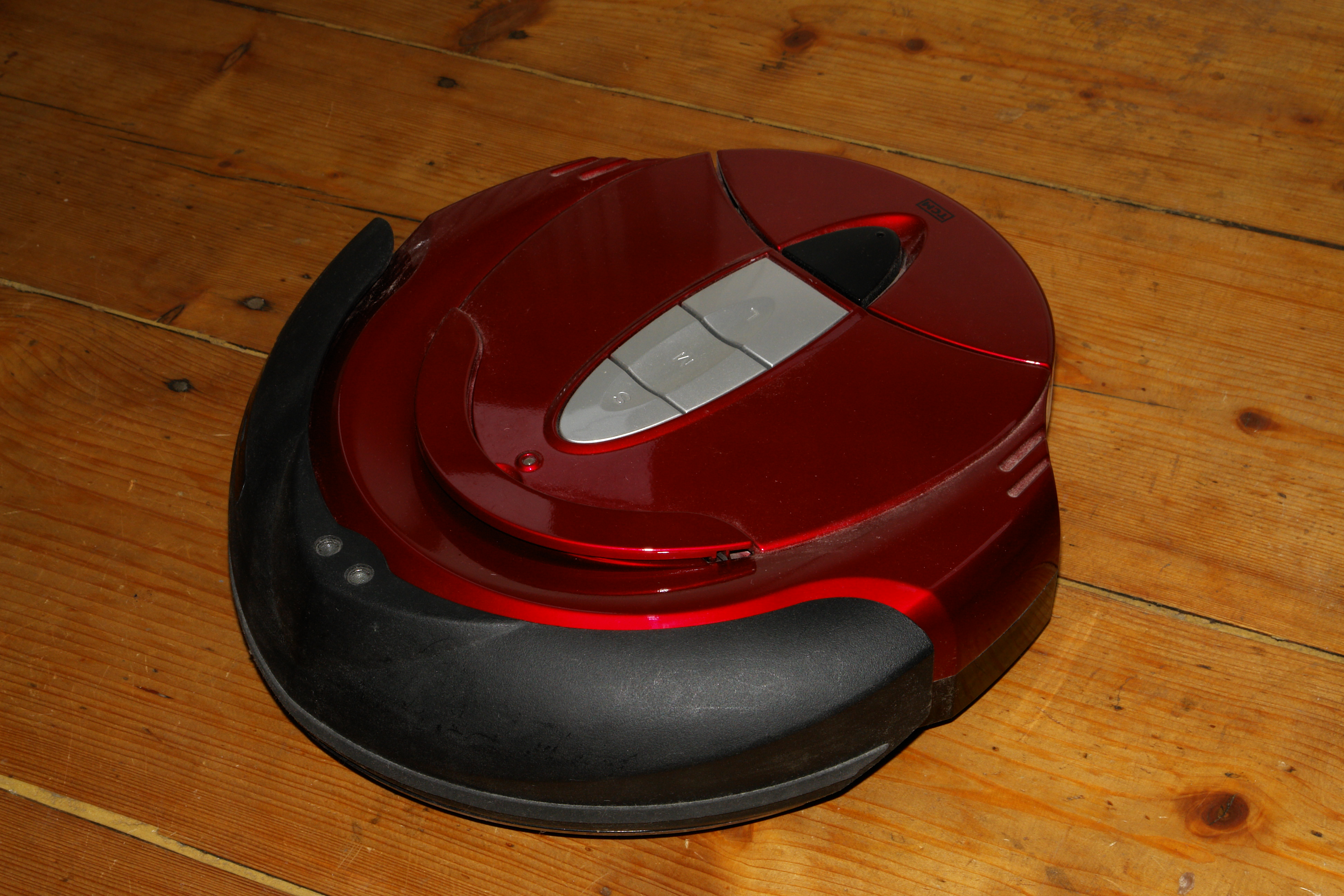
TCM márkájú robotporszívó

A robotporszívó egy olyan automata tisztító szerkezet, amely intelligens és automatizált programozással képes korlátozott tisztítási tevékenységre. Típustól függően végzi a robotporszívó a felületi tisztítást, bizonyos fajták a sarkok tisztítására is képesek a forgó keféjüknek köszönhetően.

## Története

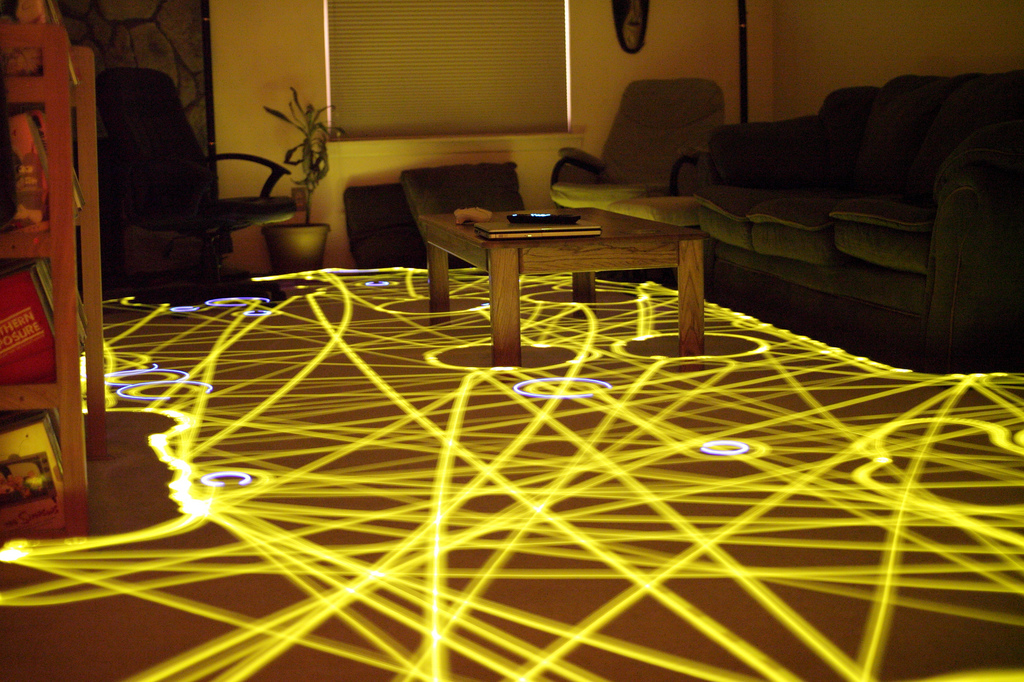
Egy robotporszívó megtett útjainak hosszú távú felvétele (45 perc)

Az első robotporszívó az Electrolux Trilobite volt, amit a svéd cég 1997-ben mutatott be a BBC tudományos magazinműsorában, a Tomorrow’s World-ben.
A brit Dyson 2001-ben mutatta be a saját robotporszívóját, a DC06-ot, amely valószínűleg a magas árának köszönhetően soha nem került forgalomba.
Az Amerikai Egyesült Államokban az iRobot 2002-ben készítette el a saját robotporszívóját, amit Roomba-nak neveztek el. Kezdetben 15.000 darab robotporszívóval léptek piacra, de már akkor elhatározták, hogy ha sikeres lesz a termék, akkor további 10.000 darabot bocsátanak piaci forgalomba. A Roomba hatalmas sikernek bizonyult, ezért az iRobot a karácsonyi szezonra 50.000 darab robotporszívóval készült. A sikeres rajt után több mint 4000 viszonteladó árulta a Roomba-t.
A sikeres piaci megjelenés után több gyártó is jelentkezett a maga robotporszívójával. A berendezés tájékozódását egyesek ultrahangos tájékozódással, vagy például lézeres tapogatással oldották meg.
2014-ben tért vissza a Dyson a robotporszívók piacára, a Dyson 360 Eye-jal. A készülék navigációját illetően komoly újítást vezettek be. A 360 fokos kamerával felszerelt porszívó könnyebb és gyorsabb tájékozódást produkált, mint az addigi berendezések.

## Működése
A robotporszívó működése automatizált, az energiaellátásról egy akkumulátor gondoskodik. A készülékhez tartozik egy földi dokkoló is, amelyhez akkor tér vissza a robotporszívó (magától), amikor már közel van a teljes lemerültség állapotához az akkumulátora. Egy robotporszívó jellemzően többféle üzemmódban működik, attól függően, hogy milyenek a terepviszonyok, vagy mekkora az a terület, ahol takarítania kell. Az akadályokat magától kerüli ki, a beépített tájékozódási eszközöknek hála magától felméri a terepet, és úgy halad, hogy az egész helyiséget végigpásztázza. A robotporszívó gyűjti a felszívott szilárd szennyeződéseket, a munkáját különböző forgó (spirális, körkörösen működő) kefék segíthetik.

### Tájékozódás
Többféle tájékozódási technológia ismert és használatos a robotporszívók navigálása terén. A helyiség feltérképezéséről általában a porszívó fedlapján elhelyezett kamera gondoskodik, a robotporszívó oldalán elhelyezett ultrahangos szenzorok pedig arra ügyelnek, hogy ne ütközzön akadályba a porszívó. A készüléknek nemcsak a tájékozódási képessége 360 fokos, elakadás esetén teljes fordulatra képes a robotporszívó, hogy minél kevesebb elakadásra, és így manuális segítségre legyen szüksége.

## Integrálhatóság
Ma már egyre több gyártó dolgozik azon hogy a porszívót integrálni lehessen különböző okos otthon rendszerekbe. Megkönnyíti dolgunkat, hiszen így akár egy nem tervezett vendégség előtt már távolról akár a munkahelyünkről is elindíthatjuk a porszívót hogy otthonunk teljes tisztaságában ragyogjon mire hazaérünk és fogadjuk a vendégeket. Mivel még a legtöbb porszívó, alap kivitelben még csak infra kommunikációra képes így ez egyes eszközöknél nehezen kivitelezhető. Ma már egyre több rendszer is támogatja az infrás kommunikációt. Hazánkban például az AURA Archiválva 2020. október 12-i dátummal a Wayback Machine-ben okos otthon rendszere lehetőséget ad a robotporszívó integrálására is.